# Motore 2JZ
Il motore 2JZ è un motore a combustione interna a sei cilindri in linea, prodotto dalla casa automobilistica giapponese Toyota. Fa parte della serie di motori JZ ed è noto per la sua potenza, affidabilità e possibilità di potenziamento, diventando un'icona nel mondo del tuning e delle corse.

## Storia
Il motore 2JZ è stato introdotto nel 1991 con la Toyota Supra Mk4 (A80) ed è stato prodotto fino al 2002. Il motore è disponibile in diverse varianti, tra cui il 2JZ-GE (aspirato) e il 2JZ-GTE (turbo), quest'ultimo particolarmente apprezzato per le sue elevate prestazioni.

## Specifiche tecniche
2JZ-GE
- Cilindrata: 2997 cm³
- Configurazione: 6 cilindri in linea
- Potenza: Circa 220 CV
- Coppia: 280 Nm

2JZ-GTE
- Cilindrata: 2997 cm³
- Configurazione: 6 cilindri in linea
- Turbo: biturbo
- Potenza: Circa 276 CV (potenza limitata per il mercato giapponese)
- Coppia: 368 Nm

## Applicazioni
Il motore 2JZ è stato installato principalmente nelle seguenti vetture:
- Toyota Supra Mk4 (A80)
- Lexus GS 300
- Lexus IS 300

## Prestazioni e tuning
Grazie alla sua robustezza e capacità di gestire elevate pressioni di alimentazione, il 2JZ-GTE è diventato un motore molto popolare nel mondo del tuning. Numerosi preparatori e appassionati hanno sfruttato il motore per realizzare auto da corsa con potenze che superano i 1.000 CV.

## Conclusione
Il motore 2JZ continua ad avere un forte seguito tra gli appassionati di auto, non solo per le sue prestazioni ma anche per la sua storia e l'eredità lasciata nel mondo automobilistico.